# Ceradenia sechellarum
Ceradenia sechellarum là một loài dương xỉ trong họ Polypodiaceae. Loài này được Baker Parris mô tả khoa học đầu tiên năm 2002.